# Yalnız Çiçek
Yalnız Çiçek (română: Floare singuratică) este cel de-al treilea single al cântăreței turce Aleyna Tilki și a doua colaborare cu DJ-ul Emrah Karaduman, după Cevapsız Çınlama. Piesa face parte din primul volum al albumului Yıldızlı Șarkıları, un proiect al compozitoarei Yıldız Tilbe care reunește 39 de artiști turci. Single-ul a fost lansat pe 5 iunie 2018 de casa de discuri Özdemir Müzik. Versurile melodiei sunt scrise de Yıldız Tilbe, iar muzica este compusă de Tarık Sezer.

## Videoclip
Videoclipul piesei a fost lansat pe 5 iunie 2018 pe canalul de YouTube a netd, un website deținut de Doğan Holding. Este primul videoclip al artistei regizat chiar de ea. Acesta amintește de povestea lui Alice în Țara Minunilor, îmbinând elemente copilărești și imagini senzuale și ambițioase într-o combinație văzută mai degrabă în videoclipurile occidentale.

## Recepție
Într-un sondaj al KizlarSoruyor la care au participat mii de tineri, Yalnız Çiçek a fost aleasă de 59% dintre aceștia „piesa preferată a verii”.

## Topuri
| Top                 | Poziție |
| ------------------- | ------- |
| Turcia (MusicTopTR) | 1       |

## Lansări
| Țară   | Dată         | Format           | Casă de discuri |
| ------ | ------------ | ---------------- | --------------- |
| Turcia | 5 iunie 2018 | Digital download | Özdemir Müzik   |